# 瑪格麗特·泰勒
瑪格麗特·「佩吉」·麥卡爾·史密斯·泰勒（1788年9月21日—1852年8月14日）於1849年至1850年擔任美国第一夫人，是總統扎卡里·泰勒之妻。舊姓史密斯的瑪格麗特於马里兰州卡爾弗特縣出生，早年接受家庭教育，後往精修禮儀學校深造。1810年與扎卡里成婚後，她以隨軍家屬身份陪伴丈夫駐守邊疆地區軍事據點。夫婦二人共育有六名子女，其中兩名幼年夭折，其餘四人均被送往美國東部的寄宿學校就讀。經過1840年代短暫的安定生活後，她於1848年失望地目睹丈夫當選美国总统。在白宮期間，她隱居二樓官邸管理內務，將外事接待職責全權交由女兒代理。這位始終深居簡出的第一夫人，其任期因1850年丈夫猝逝而終止。此後，她遠離公眾視野，與女兒同住在密西西比州帕斯卡古拉。1852年8月14日，她因发热而辭世，享年63歲。

## 早年生活與教育
1788年9月21日，瑪格麗特·麥卡爾·史密斯（Margaret Mackall Smith）出生於马里兰州卡爾弗特縣。其父沃爾特·史密斯（Walter Smith）出身名門，是獨立戰爭退伍老將，同時也是馬里蘭州一位富有的種植園主。母親是安·麥考爾·史密斯（Ann Mackall Smith）。瑪格麗特早年接受家庭教育，所學內容皆以培養傳統女性持家能力為主，包括讀寫、算術、音樂、刺繡、舞蹈、馬術等技能。在十歲時，瑪格麗特母親離世，她此後便與外祖父母共同生活。成年後，她赴紐約市一所精修禮儀學校深造。1804年父親去世後，她遷往肯塔基州路易維爾與姊姊同住。1809年秋，她在肯塔基州拜訪姊姊時，與陸軍中尉扎卡里·泰勒相識；1810年6月21日，經過七個月戀愛後，兩人於在女方姊姊的原木宅邸中完婚。

## 邊境生活
泰勒夫婦常年生活在邊疆地區，輾轉於各個軍事營地與要塞之間。瑪格麗特是少數幾位隨軍深入邊疆的軍眷，不過由於軍令限制，她與丈夫仍曾長期分離。在邊疆駐防期間，他們先後育有六個子女：長女安·麥考爾（Ann Mackall，1811年出生）、次女莎拉·諾克斯（Sarah Knox，1814年出生）、三女奧克塔維婭·潘尼爾（Octavia Pannill，1816年出生）、四女瑪格麗特·史密斯（Margaret Smith，1819年出生）、五女瑪麗·伊麗莎白（1824年出生），以及獨子理查德（1826年出生）。瑪格麗特不得不在簡陋的軍營環境中撫養這些孩子。夫婦渴望給予子女他們自己未曾享受過的教育機會。他們聘請家庭教師指導年幼子女；待他們達到學齡後，夫婦二人便把他們送往東部親屬家。他們長年就讀於寄宿學校，有時甚至連續數年都見不到父母。
瑪格麗特終生篤信聖公會，這份信仰支撐她度過了艱辛的邊疆歲月。1820年駐守路易斯安那州巴尤薩拉期間，泰勒全家感染當時診斷為「膽汁熱」的疾病，三女奧克塔維婭與四女瑪格麗特同年夭折。瑪格麗特也幾近喪命，喪女之痛令她精神崩潰。1828年，扎卡里駐防斯內林堡，全家搬進相對舒適的住所。1832年扎卡里出任克勞福德堡指揮官後，他們搬進更寬敞的官邸並居住至1836年。在這處宅邸中，瑪格麗特使喚兩名奴隷協助她從事農務。

## 戰爭與總統選舉
1835年，瑪格麗特再遭重創——年僅21歲的次女莎拉在與傑佛遜·戴維斯結婚僅三個月後，便因瘧疾熱去世。1837年，扎卡里調駐佛羅里達期間，正值第二次塞米诺尔战争爆發，瑪格麗特積極投身戰地支援工作，不僅參與救治傷員，更致力於提振士兵士氣。直至1840年丈夫獲准休假，夫婦二人從寄宿學校接回小女兒貝蒂後，瑪格麗特才得以重歸家庭生活。彼時他們終於在路易斯安那州巴吞鲁日擁有了自己的家。令人意外的是，瑪格麗特婉拒了可供選擇的大宅院，反而選擇了一棟簡樸的小屋。
1845年，扎卡里應召參加美墨戰爭。這次分離令瑪格麗特備受煎熬；有傳聞稱，她曾發誓若丈夫能活著歸來，便摒棄時尚生活，永不再涉足社交場合。戰爭期間，她在巴吞魯日為軍眷籌建小教堂，後來發展成聖公會聖雅各堂。儘管本就體弱，此時她的健康狀況更是急劇惡化，待丈夫凱旋時已行動不便。扎卡里的赫赫戰功使他獲得輝格黨提名為1848年總統選舉候選人。瑪格麗特強烈反對丈夫參選，堅稱這會「折損我們兩人的壽命」。她夜夜祈禱丈夫落選，卻失望地見證其當選。就職典禮前一週，她婉拒了時任總統夫婦的晚宴邀請，改由女兒代為出席。不過，儘管心存顧慮，她仍為丈夫的成功感到欣慰。雖然她實際出席了丈夫的就職典禮，卻仍有謠言稱她缺席。

## 第一夫人

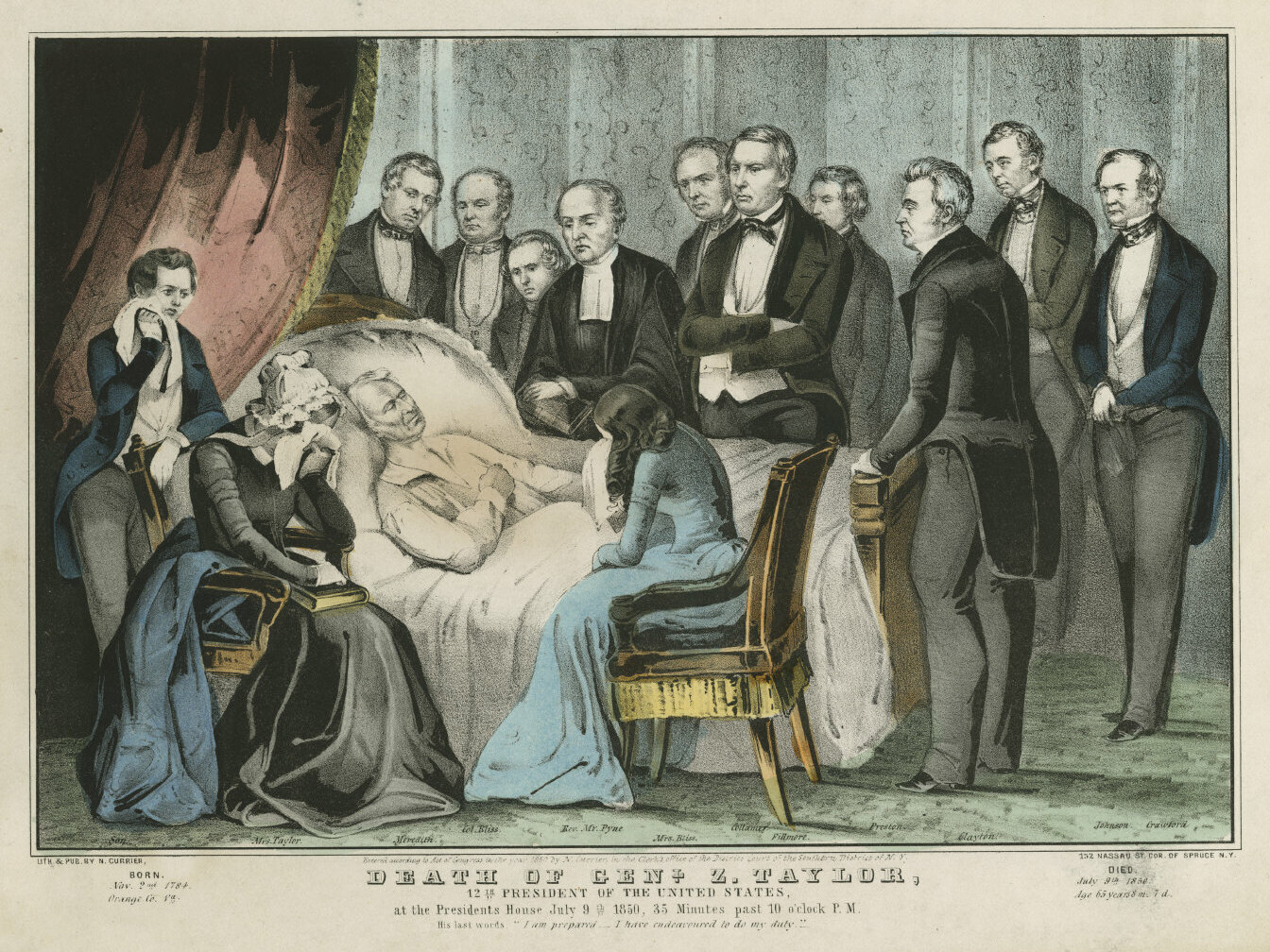
畫作《美國第12任總統泰勒將軍之死》。由於畫家不清楚瑪格麗特的長相，因此乾脆以手帕遮住她的臉頰

與同時代的第一夫人一樣，瑪格麗特拒絶履行這一身份的傳統職責。長期的邊疆生活早已消磨了她對上流社會的熱情，更無意扮演白宮女主人的角色。她以健康為由隱居在白宮二樓，僅接待親朋好友往來，將公共事務全權交由暱稱貝蒂的五女瑪麗代行。瑪格麗特極少接見政界訪客，但丹尼尔·韦伯斯特是個例外。她也不直接參與政務，不過會與賓客討論時政，或靜靜編織衣料聆聽政治辯論。據信她因與勒維迪·約翰遜夫人的私交，促成了丈夫任命約翰遜為司法部長的決定。瑪格麗特深居簡出，甚少參與華盛頓社交圈，因而引發了諸多流言與政治攻擊，時常有人譏諷她愚鈍或行事不夠淑女。泰勒夫婦與喪偶的女婿傑佛遜·戴維斯始終保持著密切聯繫——戴維斯的第二任妻子瓦里娜·戴維斯更在瑪格麗特擔任第一夫人期間，成為了她的閨中密友。
瑪格麗特保留了第一夫人職責中較為私密的部分，執掌白宮官邸內務。她管理著包括15名奴隷在內的白宮僕役團隊——在泰勒夫婦入主白宮時，奴隷制已引發強烈爭議，這些奴隷通常被安置在樓上以避免外界關注。她在白宮的大部分時光都在編織中度過，同時堅持每日前往聖公會聖約翰堂做禮拜，並擔任美國主日學聯盟成員。子女與孫輩的定期探望為白宮帶來生氣，她身邊總環繞著家人的身影。1850年7月9日，隨著丈夫的猝然離世，瑪格麗特的第一夫人生涯戛然而止。

## 晚年歲月
儘管獲准暫居白宮直至安頓妥當，瑪格麗特卻在丈夫國葬當晚便毅然離去，並於一週後徹底告別華盛頓。她先前往長女安位於巴爾的摩的住所，在當地居住了三個月，後移居密西西比州帕斯卡古拉與五女瑪麗同住。餘生她遠離公眾視野，絶口不提白宮往事，據信最後歲月都在主日學校執教中度過。1852年8月14日，瑪格麗特因发热逝世，安葬於現今的扎卡里·泰勒國家公墓、其夫墓旁。離世時，瑪格麗特以兩年零三十六天的紀錄，成為離開白宮後壽命最短的第一夫人；這項紀錄很快就被繼任者艾碧該·菲爾莫爾打破——她在離任後僅數週便撒手人寰。

## 歷史地位
瑪格麗特因相對默默無聞，而被後世稱為「神秘的第一夫人」。儘管她本人極度厭惡煙草，當時諸多報導卻訛傳她是個煙斗不離手的癮君子。扎卡里·泰勒將軍時代的傳記作家對其夫人著墨甚少：一部傳記僅以「體弱多病」草草帶過，另一部甚至只在腳註中提及其名。歷史學者對其第一夫人生涯評價頗低；在錫耶納學院研究所的歷次評選中，她通常位列倒數五名。她的親筆信函也無一傳世，學界公認她在丈夫執政時期發揮零作用。
多年來，瑪格麗特的真實肖像始終未能獲得權威認證，甚至一度被認為沒有存世影像。在第一夫人肖像畫廊中，她的位置長期由女兒瑪麗的畫像替代。直至2010年，一幅有色玻璃版照相才驚現於世，而它亦似乎是她大多數肖像畫的原型。此前美國政府1902年發行的版畫，曾是唯一已知的照片。2010年11月，海瑞得拍賣行拍賣了泰勒家族的傳家寶——第一夫人的第九版銀版照，當時被確認為是現存僅有的兩張照片之一。尤為珍貴的是，此照片正是其女——代理第一夫人瑪麗當年借予政府製作版畫的原始模本。

## 腳注
1. 1 2 3  . The National First Ladies' Library.   [2025-08-04]. （原始内容存档于2025-03-21） （英语）.
2. 1 2 3 4 5 6 7 8 9  Schneider & Schneider 2010，第79頁.
3. 1 2  Longo 2012，第56頁.
4. 1 2  Sibley 2016，第178頁.
5. 1 2  Caroli 2010，第48頁.
6. ↑  Gould 1996，第145頁.
7. ↑  Boller 1988，第96頁.
8. 1 2  Gould 1996，第146頁.
9. 1 2  Foster 2011，第45頁.
10. ↑  Longo 2012，第56-57頁.
11. ↑  Longo 2012，第57頁.
12. ↑  Watson 2001，第81頁.
13. ↑  Schneider & Schneider 2010，第79-80頁.
14. 1 2 3 4  Schneider & Schneider 2010，第80頁.
15. ↑  Gould 1996，第148頁.
16. 1 2 3  Sibley 2016，第179頁.
17. 1 2  Watson 2001，第83頁.
18. ↑  Watson 2001，第84頁.
19. 1 2  Foster 2011，第45-46頁.
20. 1 2 3 4 5 6  Schneider & Schneider 2010，第81頁.
21. ↑  Boller 1988，第97頁.
22. ↑  Anthony 1990，第146頁.
23. ↑  Beasley 2005，第41頁.
24. ↑  Caroli 2010，第48-49頁.
25. 1 2  Caroli 2010，第49頁.
26. ↑  Boller 1988，第95頁.
27. ↑  Anthony 1990，第146-147頁.
28. ↑  Anthony 1990，第147頁.
29. ↑  Sibley 2016，第181頁.
30. ↑  Gould 1996，第150頁.
31. 1 2  Sibley 2016，第180頁.
32. ↑  Watson 2001，第84-85頁.
33. 1 2 3  Sibley 2016，第182頁.
34. ↑  Schneider & Schneider 2010，第81-82頁.
35. ↑  Gould 1996，第151-152頁.
36. ↑  Longo 2012，第58頁.
37. ↑  Schneider & Schneider 2010，第82頁.
38. ↑  Strock 2016，第34頁.
39. ↑   (PDF). Siena Research Institute. 2008-12-08  [2025-08-08]. （原始内容存档 (PDF)于2023-03-27） （英语）.
40. ↑  Watson 2001，第85頁.
41. 1 2  . Kentucky New Era. 1991-06-26: 6A （英语）.
42. 1 2 3 4  . Heritage Auctions.   [2025-08-08]. （原始内容存档于2024-12-20） （英语）.

## 外部連結
- 在Find a Grave上的瑪格麗特·泰勒